# Đuôi chó khiêm
Đuôi chó khiêm (danh pháp khoa học: Myriophyllum humile) là một loài thực vật có hoa trong họ Haloragaceae. Loài này được (Raf.) Morong miêu tả khoa học đầu tiên năm 1891.